# Виконуючий обов'язки (фільм)
«Виконуючий обов'язки» рос. «Исполняющий обязанности» — радянський художній фільм 1973 року, знятий на кіностудії «Ленфільм».

## Сюжет
До архітектурної майстерні приходить працювати студент-заочник Ілля Федоров. Тема його курсової роботи — молодіжне кафе. Незабаром його залучають до розробки плану реконструкції проспекту. Він ставиться до своєї справи серйозно, творчо, добре розуміючи, що ця робота — задача не тільки архітектурна, але і психологічна: змінюються життя і долі людей, що живуть на проспекті…

## У ролях
- Віктор Фокін — Ілля Федоров
- Ігор Владимиров — архітектор
- Михайло Козаков — Олександр Штерн, архітектор
- Юхим Копелян — Ашот Іванович Бадалян, архітектор
- Леонід Бронєвой — Тугодаєв, замовник проекту кафе з тресту громадського харчування
- Наталія Мартінсон — Катя Соколова, студентка-практикантка
- Тетяна Пельтцер — Віра Борисівна
- Олена Пруднікова — Марина, дружина Іллі Федорова
- Аліса Фрейндліх — Євгенія Синеграч, технік-архітектор
- Ролан Биков — маляр
- Юрій Соловйов — Юрій Павлович, архітектор
- Олексій Кожевников — робітник на будівництві кафе
- Пантелеймон Кримов — Яковлєв, архітектор майстерні Корабльова
- Анна Лисянська — архітектор «Сова»
- Ернст Романов — лікар швидкої допомоги, колишній чоловік Марини
- Жанна Сухопольська — епізод
- Володимир Курашкін — співробітник «Містопроекту»
- Андрій Гусєв — син маляра
- Расмі Джабраїлов — двірник

## Знімальна група
- Режисер-постановник:  Ірина Поволоцька
- Автор сценарію:  Олександр Червінський
- Оператор-постановник:  Валерій Федосов
- Композитор:  Булат Окуджава
- Художник-постановник:  Валерій Юркевич